# Theodor Reimann
Theodor Reimann vagy Teodor Reimann (Sztrecsény, 1921. február 10. – Pozsony, 1982. augusztus 30.) szlovák labdarúgókapus, edző.
A csehszlovák válogatott tagjaként részt vett az 1954-es labdarúgó-világbajnokságon.